# 浅生鴨
浅生 鴨（あそう かも、1971年 - ）は日本の作家、広告企画制作者。
男性。本名と生月日は非公表。元NHK職員であり、在籍時に同放送局の広報局Twitterを担当していたNHK_PR1号（エヌエイチケイピーアールいちごう）として知られる。2014年7月末にNHKを退職後は作家として活動している。
日本SF作家クラブ会員。

## 略歴・人物
兵庫県神戸市出身。早稲田大学第二文学部除籍。大学在学中より大手ゲーム会社、レコード会社などに勤務し、企画開発やディレクターなどを担当したのち、2004年よりNHKに中途入局した。ディレクターとして『週刊こどもニュース』などを担当したり、番組の広告やCMなどを手がけた。
2009年に広報局としてTwitterアカウント「@NHK_PR」を開設。企業の公式アカウントらしからぬ自然な会話や日常的なつぶやき、サブカルチャーの話題やネットスラングなどを織り交ぜた「ユルい」ツイートが人気となり、この経験を書籍『中の人などいない @NHK広報のツイートはなぜユルい？』としてNHK_PR1号名義で出版した。
2014年春、退職を前にTwitterを引退（アカウントは他の担当者により継続された）。引退時のフォロワーは60万人以上に達していた。退職を選んだ理由は、パラリンピックの普及活動など、NHK職員であるためにやりづらい活動をもっとやりたいと考えたためで、退職後もNHKなどで広告や番組制作の仕事を続けている。
NHK_PR1号時代はつぶやきの内容から女性と見られたこともある。作家となって以降も顔出しはせず、生年月日などは公表していなかったが、2014年9月現在で43歳の男性とインタビューに答えている。ペンネームは「あ、そうかも」にひっかけた駄洒落が由来である。2015年に1971年生まれであることと神戸市出身であることを明かした。このことに関連して、阪神・淡路大震災において被災した経験を持つこともツイート等で述べている。
浅生鴨としての活動はNHK在籍時より始めており、初めて書いた短編小説「エビくん」 が新聞書評などで高い評価を受けた。
その後『yom yom』（新潮社）、『群像』（講談社）などの雑誌に小説、エッセイなどを寄稿している。なお「エビくん」は翌年の日本文藝家協会による短編アンソロジー『文学2014』に収録された。また『このマンガがすごい! 2015』（宝島社）では「各界のマンガ好き」としての選考委員に選ばれ、選考を行っている。2018年には小説『伴走者』が第35回織田作之助賞候補にあがった。

## 制作番組・広告
- 週刊こどもニュース（NHK総合テレビジョン） - 演出
- ハートネットTV キャンペーン「20代の自殺」（Eテレ）
  - プレマップ（2014年9月） - 企画・脚本[10]
  - 「その気持ち ひとりだけじゃない」生きるためのテレビ2・プレマップ（2015年3月） - 企画・脚本[11]
- チョイ住み（NHK BSプレミアム） - 企画[12]
- NHKスペシャル『老人漂流社会』シリーズ - ポスター制作[13]

## 著書

### 単著
- 中の人などいない @NHK広報のツイートはなぜユルい？（2012年10月、新潮社）ISBN 978-4-10-332951-0 ※NHK_PR1号名義
  - 【名義変更】中の人などいない @NHK広報のツイートはなぜユルい？（2015年6月、新潮文庫）ISBN 978-4-10-1268811 ※浅生名義
- アグニオン（2016年8月、新潮社）ISBN 978-4103501718
- 猫たちの色メガネ（2017年9月、KADOKAWA）ISBN 978-4-04-106180-0
- 伴走者（2018年3月、講談社）ISBN 978-4-06-220954-0
  - 文庫版（2020年2月、講談社文庫）ISBN 978-4-06-518255-0
  - コミカライズ（2020年6月、講談社、モーニング）ISBN 978-4-06-519252-8
- どこでもない場所（2018年9月、左右社）ISBN 978-4-86528-209-2
- 二・二六 HUMAN LOST 人間失格（原作：MAGNET／スロウカーブ、2019年12月、新潮文庫nex）ISBN 978-4-10-180177-3
- 面白い! を生み出す妄想術 だから僕は、ググらない。（2020年1月、 大和出版）ISBN 978-4-80471-861-3

### アンソロジー収録
- 日本文藝家協会・編『文学2014』「エビくん」（2014年4月、講談社）ISBN 978-4-06-218902-6
- 日本文藝家協会・編『ベスト・エッセイ2015』「交渉」（2015年6月、光村図書）ISBN 978-4-89528-902-3 [14]

## 連載
- 終焉のアグニオン（『yom yom』新潮社） - 『アグニオン』として単行本化。
- 猫たちの色メガネ（『文芸カドカワ』角川書店）[15]
  - 「誰よりも普通」（2015年5月号）
  - 「十五分の静寂」（2015年6月号）
  - 「チェンジ」（2015年7月号）
  - 「余白」（2015年8月号）
  - 「お詫び」（2015年9月号）
  - 「逆流」（2015年10月号）
  - 「まるでレモンのように」（2015年11月号）
  - 「親しげな店員」（2015年12月号）
  - 「ファーストクラスでいきましょう」（2016年1月号）
  - 「転居人」（2016年2月号）
  - 「鍵穴パブ」（2016年3月号）
  - 「睡眠体質」（2016年4月号）
  - 「ノミニケーション」（2016年5月号）
  - 「冷やし中華始めますか」（2016年6月号）
  - 「名前のない人」（2016年7月号）
  - 「笑い屋」（2016年8月号）
  - 「いるはずの猫」（2016年9月号）

## 寄稿
- 「私だけのスイッチ愛」（『群像』2013年4月号、講談社）JAN 4910032010433 ※NHK_PR1号名義
- 「炊飯器」（『yom yom』vol.28、2013年5月、新潮社）JAN 4910090190634
- 「エビくん」（『群像』2013年10月号、講談社）JAN 4910032011034
- 「僕は沖縄を知らない」（『ポリタス 特集：沖縄県知事選2014から考える』2014年11月）[16]
- 「交渉」（『群像』2014年12月号、講談社）JAN 4910032011249
- 「ワン・ステップ・ビヨンド」（『文藝』2015年2月号、河出書房新社）JAN 4910078210255
- 「パラリンピアンはインターフェイスである」（『PLANETS vol.9』2015年1月、PLANETS）ISBN 978-4905325062
- 「いつか3月に」（『ポリタス 特集：3.11から未来へ』2015年3月）[17]
- 「気づかないまま、それは。」（『ブレーン』2015年4月号、宣伝会議）JAN 4910078990454
- 「クチバシはさんで、すみません。」（『ほぼ日刊イトイ新聞　いま、海外ドラマがすごくおもしろいので。』2015年6月16日）[18]
- 「成分」（『はなはなし 3号』2015年12月1日、ミック）[19]
- 「宇宙のルール」（『はなはなし 4号』2015年12月15日、ミック）[19]
- 「祝宴」（『ポリタス 特集：戦後70年――私からあなたへ、これからの日本へ』2015年12月29日）[20]
- 「ゆっくり歩いて行こうと思っていた」（『ポリタス 特集：3.11から5年――それでも』2016年3月10日）[21]
- 「伴走者」（『群像』2016年9月号、講談社）JAN 4910032010969
- 「車で気仙沼まで行く。 - ほぼ日刊イトイ新聞」
- 「壁の向こうで」（Webサイト「tree」2020年7月16日）

## 出演
- 荻上チキ・Session-22（TBSラジオ、2014年9月23日）[22]
- Jam the WORLD（J-WAVE、2014年10月3日）[23]
- 現代文明アワアワ〜（ラジオNIKKEI、2015年7月2日）[24]

## 対談・インタビュー
- 久谷女子（2014年12月30日発行）  [25]
- ほぼ日の塾 発表の広場 - ほぼ日刊イトイ新聞
- 動機がなくても生きていい。『伴走者』出版記念トークイベント- ほぼ日刊イトイ新聞
- 小説『伴走者』刊行記念【対談】田中泰延のいい黄身だ